# زواج المثليين في إسبانيا
أصبح زواج المثليين قانونيا في إسبانيا منذ 3 يوليو 2005. في عام 2004، بدأت حكومة حزب العمال الاشتراكي الإسباني (بالإسبانية: Partido Socialista Obrero Español، واختصاراً: PSOE) المنتخبة حديثا، برئاسة خوسيه لويس رودريغيث ثباتيرو حينها، حملة من أجل تقنين زواج المثليين وتبني المثليين للأطفال. وبعد جدال طويل، في 30 يونيو 2005 أقر البرلمان الإسباني مشروع قانون زواج المثليين الذي عدل القانون المدني (ونتيجةً لهذا قنن حقوق أخرى مثل التبني المشترك وحق الميراث وراتب التقاعد). نُشر القانون في 2 يوليو 2005 ودخل حيز التنفيذ في 3 يوليو 2005. وهو ماجعل إسبانيا الدولة الثالثة في العالم التي سمحت بذلك على الصعيد الوطني بعد هولندا وبلجيكا و17 يوما قبل أن تسمح كندا بحق زواج المثليين على الصعيد الوطني.
على الرغم من تأييد غالبية من سكان إسبانيا لزواج المثليين بنسبة 66%،  إلا أن الكنيسة الكاثوليكية في إسبانيا عارضت مشروع القانون بقوة، واعتبرته محاولة لإضعاف معنى الزواج،  عبّرت جمعيات أخرى عن قلقها من إمكانية السماح للمثليين والمثليات جنسياً بتبني الأطفال. جذب مشروع القانون مظاهرات اجتماعية ضده ومعه في جميع أنحاء إسبانيا، بعد إقرار القانون، رفع الإسباني (بالإسبانية: Partido Popular) المحافظ دعوى قضائية في المحكمة الدستورية الإسبانية.
تم عقد ما يقارب 4500 حالة زواج مثلي أثناء السنة الأولى من تطبيق القانون. بعد فترة قصيرة من المصادقة على القانون تبينت شكوك حول حالة الزواج بين الأشخاص غير الإسبان من دول لا تسمح بزواج المثليين. وفي ذلك، أصدرت وزارة العدل الإسبانية قراراً يثبت أن القوانين الإسبانية تسمح بالزواج بين مواطن إسباني وأجنبي (أي أنه يجب على إحدى الطرفين أن يكون يحمل الجنسية الإسبانية)، أو بين أجنبيين لديهما تصريح إقامة قانوني في إسبانيا، حتى لو لم تعترف قوانين دولهم بزواج المثليين.
حققت الانتخابات العامة في تشرين الثاني/نوفمبر 2011، انتصارا ساحقا لحزب الشعب الإسباني، الذي قال زعيمه ماريانو راخوي إنه يعارض زواج المثليين، لكن أي قرار بشأن إلغاء القانون لا يمكن أن يتم إلا بعد صدور حكم المحكمة الدستورية. في 6 نوفمبر 2012، أيدت المحكمة القانون بفي تصويت 8 أصوات لصالح مقابل 3 أصوات ضد (8-3). أعلن وزير العدل ألبرتو رويز-غالاردون أن الحكومة ستلتزم بالحكم وبأنه لن يتم إلغاء القانون.

## التاريخ
خلال تسعينيات القرن العشرين وبداية القرن القرن الواحد والعشرين، فتحت العديد من أقاليم الحكم الذاتي في إسبانيا التسجيل من أجل اتحادات بحكم الأمر الواقع (بالإسبانية: unión de hecho أو 
pareja de hecho أو pareja estable)
 للشركاء غير المتزوجين، ولكن غالبية تأثيراتهم كانت رمزية. تم إنشاء سجلات للشركاء المثليين في جميع مناطق إسبانيا الـ 17 المتمتعة بالحكم الذاتي: في كاتالونيا (1998), آراغون (1999), نافارا (2000), قشتالة-لا مانتشا (2000), منطقة بلنسية (2001), the جزر البليار (2001), مدريد (2001), أستوريوس (2002), قشتالة وليون (2002), أندلوسيا (2002), the جزر الكناري (2003), إكستريمادورا (2003), بلد الباسك (2003), كانتابريا (2005), غاليسيا (2008)، لا ريوخا (2010)، مورسيا (2018)، وفي المدينتين المستقلتين؛ سبتة (1998) ومليلة (2008). ويمنح القانون الإسباني العزاب حق التبني بغض النظر عن التوجه الجنسي.كما كان يسمح بالتبني بالامر الواقع بين الشركاء المثليين، ولكن لم يكن للشريك المتبني الذي لم يكن الوالد القانوني أي حق للطفل إذا انتهت العلاقة أو توفي الوالد القانوني. كان زواج المثليين غير قانوني في أقاليم الحكم الذاتي، وذلك نظرا لأن الدستور الإسباني يعطي سلطة سن تشريعات الزواج في إسبانيا للدولة فقط.

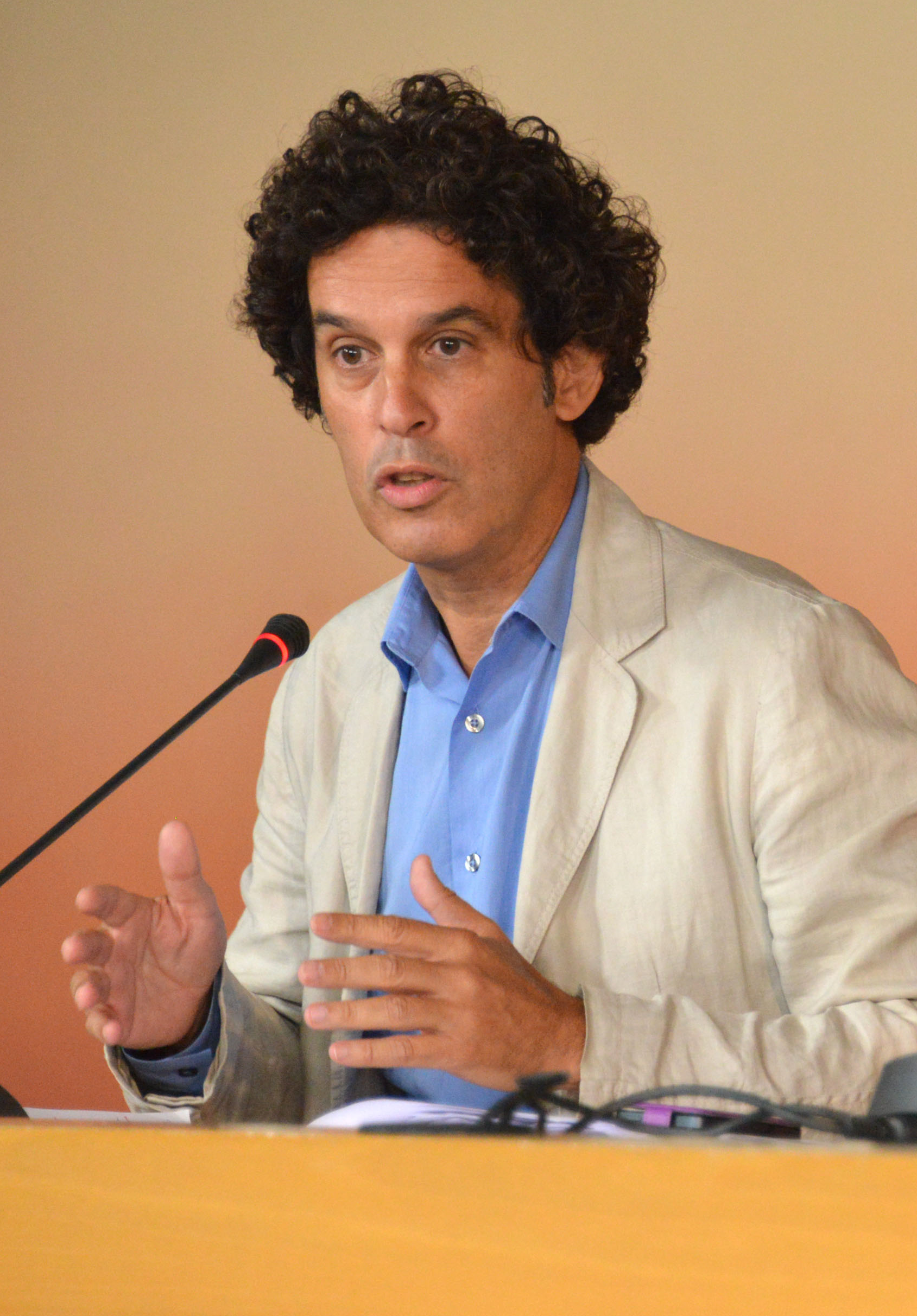
كان السياسي بيدرو ثيرولو واحدا من أهم الناشطين في حقوق المثليين في تاريخ إسبانيا وواحدا من أهم المطالبين بفتح حقوق الزواج والتبني للأزواج المثلية في البلاد.

قدّم حزب العمال الاشتراكي الإسباني (بالإسبانية: Partido Socialista Obrero Español، واختصاراً: PSOE) برنامجاً للانتخابات العامة الإسبانية لعام 2004، يشمل التزاماً بـ«تمكين زواج المثليين وتوفير كل الحقوق الاجتماعية والقانونية للمثليين والمثليات المتضمنة في ذلك.»  بعد فوز الاشتراكيين، وعد رئيس الوزراء الجديد خوسيه لويس رودريغيث ثباتيرو في حفل تنصيبه: «لقد حان الوقت لإنهاء التمييز إلى الأبد الذي يتعرض له بعض الإسبان بسبب توجههم الجنسي. (...)، ولذلك سنغير القانون المدني للاعتراف بحقهم في الزواج، والتغييرات اللاحقة لقانون الميراث، قانون العمل، وحمايات الضمان الاجتماعي.» وفي 30 يونيو 2004 أعلن وزير العدل «خوان فرناندو لوبيز أجيلار» أن خطة الحكومة التي تهدف إلي الاعتراف بحق المثليين في الزواج قد تم الموافقة عليها من قِبل مجلس النواب الإسباني. وعلاوةً على ذلك فإن لوبيز أجيلار قد أعلن عن اقتراحين تقدم بهما حزب «التقارب والاتحاد» الكاتالوني المحلي. أحدهما هو إكساب الوضع القانوني للمساكنة غير المسجلة بين الشركاء المثليين والشركاء المغايرين «الاتحاد بأمر الواقع» (بالإسبانية: parejas de hecho). والأخر متعلق بإعطاء الحق للمتحولين جنسياً بتغيير جنسهم وأسمائهم بشكل قانوني دون الخضوع لجراحة إعادة تحديد الجنس. تم قبول مشروع القانون المتعلق بزواج المثليين من قبل مجلس الوزراء في الأول من أكتوبر عام 2004 واُرسل إلي البرلمان في 31 ديسمبر. وتمت الموافقة عليه من قبل مجلس النواب في 21 أبريل 2005. ولكن رفُض في 22 يونيو 2005 في مجلس الشيوخ أين لدى حزب الشعب المعارض المحافظ الأغلبية. وفي أعقاب ذلك تمت الموافقة بشكل نهائي علي مشروع القانون الذي أُرسل إلي مجلس النواب الذي لديه سلطة نقض قرارات مجلس الشيوخ في 30 يونيو 2005 في تصويت 187 صوتا لصالح مقابل 147 صوتا ضد وامتناع 4 عن التصويت (187-147-4).
في 2 يوليو 2005، وبعد الموافقة على القانون للمرة الأخيرة ودخول أمر التنفيذ أصبحت إسبانيا ثالث دولة في العالم تقنن زواج المثليين على الصعيد الوطني بعد هولندا وبلجيكا.
تم عقد أول زواج مثلي بعد إقرار القانون بثمانية أيام، إذ اُقيم حفل زواج كارلوس باتورين وإميليو مينينديز في قاعة المجلس في «تريس كانتوس» الواقعة علي مشارف مدريد. وقد تم عقد أول زواج مثلي بين امرأتين بعد إحدي عشر يوماً في برشلونة.
وعلى الرغم من هذه الخطوات تجاه المساواة، كان لايزال يوجد خلل قانوني: الطفل المولود من زواج امرأتين مثليتين لايمكن الاعتراف به قانونياً من قبل أمه غير البيولوجية.مازال يجب علي الأم غير البيولوجية تخطي ذلك من خلال عملية التبني المكلفة للموارد والوقت. اُعطي هذا الحق للأزواج المغايرة سواء أكانوا متزوجين أو لا. يعني ذلك أن الوالد غير البيولوجي للطفل يمكن أن يعلن أنهم ولده يمكنه الاعتراف به دون الحاجة إلى تبنيهم. في 7 نوفمبر 2006 قامت الحكومة الإسبانية بتغيير القانون في مايخص تقنيات الانجاب بالمساعدة، ماقنن إمكانية اعتراف الأم غير البيولوجية كأم للإبن إلى جانب الأم البيولوجية.

### الموافقة على قانون 2005/13
في 30 يونيو 2004، تم دراسة مشروع القانون المُعلن من قبل وزير العدل الإسباني بواسطة المجلس القانونية العامة. وعلي الرغم من قول المجلس بأنه لن يمكن غض النظر عن التمييز الذي يتعرض له مثليو الجنس، إلا أنه إنتقد إعطاء حق الزواج للمثلين بشدة. وجادل بخصوص عدم توافق إعطاء هذا الحق مع الدستور وإنه من أجل منع التمييز كان من الممكن إعطاءهم الاتحاد المدني.
وعلى الرغم من هذه التقارير السلبية، أرسلت الحكومة الإسبانية مشروع القانون إلى الكونغرس في 1 أكتوبر 2004. وبإسثناء بعض أعضاء من حزب الشعب و«اتحاد كاتالونيا الديموقراطي» قام أعضاء الاحزاب الأخرى بدعم القانون.في 21 أبريل 2005، وافق الكونغرس علي مشروع القانون في تصويت 183صوتا (ومنهم صوت وحيد من حزب الشعب) لصالح مقابل 36 صوتا ضد صوت غير موافق وامتناع 6 أعضاء عن التصويت (183-36-6). كان مشروع القانون قصيرا: أضاف فقرة إلى المادة 44 من القانون المدني هي «يعطي الزواج نفس متكلبات الزواج وآثاره سواء أكان الأشخاص مغايرين أو مثليين».
| الحزب                                                                  | صوت لصالح | صوت ضد | امتنع عن التصويت | غائب (لم يصوت) |
| ---------------------------------------------------------------------- | --------- | ------ | ---------------- | -------------- |
| حكومة الدورة التشريعية الثامنة لإسبانيا ‏ حزب العمال الاشتراكي الإسباني | 157       | –      | –                | 7              |
| حزب الشعب الإسباني                                                     | 1         | 133    | 2                | 12             |
| حزب التقارب والاتحاد الكاتالوني                                        | 2         | 3      | 4                | 1              |
| الحزب اليساري الجمهوري الكاتالوني                                      | 8         | –      | –                | –              |
| حزب الباسك الشعبوي                                                     | 5         | –      | –                | 2              |
| الاتحاد اليساري الإسباني                                               | 5         | –      | –                | –              |
| التحالف الكناري                                                        | 1         | –      | –                | 2              |
| تكتل غاليسيا الشعبوي                                                   | 1         | –      | –                | 1              |
| الاتحاد الأراغوني                                                      | 1         | –      | –                | –              |
| التعاون الباسكي                                                        | 1         | –      | –                | –              |
| نعم لنافارا                                                            | 1         | –      | –                | –              |
| العدد الإجمالي                                                         | 183       | 136    | 6                | 25             |

وبما يتناسب مع الترتيبات الدستورية تم إرسال النص الذي تمت الموافقة عليه من قبل مجلس النواب إلي مجلس الشيوخ من أجل قبوله أو تعديله أو رفضه. في 21 يونيو 2005 تم إستدعاء الخبراء إلي مجلس الشيوخ من أجل مناقشة الموضوع. كانت أراء الخبراء مختلفة: رأى بعض الخبراء أنه لن تكون هناك تأثيرات لتبني المثليين للأطفال بإستثناء أن الطفل المُتبني من قبل مثليين سيكون أكثر تسامحا مع المثلية الجنسية. ولكن الطبيب النفسي أكيليني بولاينو المُستدعي من قبل حزب الشعب قال أن المثلية الجنسية هي اضطراب باثيولوجي وحسي. وعلاوة علي ذلك أعرب عن مزاعمه بأن مثليي الجنس عاشوا الاغتصاب والاعتداءات الجنسية منذ طفولتهم وأنهم نشأوا في عائلات كان الأب فيها مدمن خمور وعدوانيا وبعيدين عنهم، وكانت الأم فيها حامية فوق اللزوم للأولاد، وغير مهتمة بالبنات. بعد ذلك رفض أعضاء مهمون عن حزب الشعب ماقاله بولاينو.
رفض مجلس الشيوخ النص المرسل من قبل مجلس النواب. قُدم قرار الرفض من قبل حزب الشعب صاحب أغلبية المقاعد في مجلس الشيوخ واتحاد كاتالونيا الديموقراطي وتم قبول قرار الرفض في تصويت 131 صوتا لصالحه مقابل 119 صوتا ضده وامتناع عضوين عن التصويت (131-119-2). وبسبب قرار الرفض اُرسل النص إلي مجلس النواب مرة أخرى. تم قبول النص من مجلس النواب في 30 يونيو 2005 ورفض رفض مجلس الشيوخ مستخدما حقوقه الدستورية. وتمت الموافقة على مشروع القانون في تصويت 187 صوتا لصالحه (يتضمن عضو حزب الشعب سيليا فيلالوبوس) مقابل 147 صوتا ضده وامتناع 4 عن التصويت (187-147-4). وكان التصويت في مجلس النواب ضد رفض مجلس الشيوخ بمثابة قبول للتشريع كقانون. وقد تم التصويت بعد إعلان ثاباتيرو في البرلمان بشكل لم يكن مُنتظر عن دعمه للقانون.وقال ثاباتيرو «من أجل سعادة جيراننا وأصدقاء العمل وأصدقائنا وأقاربنا، نحن نعمل علي تطوير فرصهم. وفي الوقت نفسه توفير مجتمع أفضل.» وتم منع ماريانو راخوي رئيس حزب الشعب من إعطاءه فرصة الحديث بعد خطاب ثاباتيرو والذي اتهمه بتقسيم الشعب الإسباني.
| الحزب                                                                  | صوت لصالح | صوت ضد | امتنع عن التصويت | غائب (لم يصوت) |
| ---------------------------------------------------------------------- | --------- | ------ | ---------------- | -------------- |
| حكومة الدورة التشريعية الثامنة لإسبانيا ‏ حزب العمال الاشتراكي الإسباني | 159       | –      | –                | 5              |
| حزب الشعب الإسباني                                                     | 1         | 143    | –                | 4              |
| حزب التقارب والاتحاد الكاتالوني                                        | 2         | 4      | 4                | –              |
| الحزب اليساري الجمهوري الكاتالوني                                      | 8         | –      | –                | –              |
| حزب الباسك الشعبوي                                                     | 5         | –      | –                | 2              |
| الاتحاد اليساري الإسباني                                               | 5         | –      | –                | –              |
| التحالف الكناري                                                        | 3         | –      | –                | –              |
| تكتل غاليسيا الشعبوي                                                   | 2         | –      | –                | –              |
| الاتحاد الأراغوني                                                      | 1         | –      | –                | –              |
| التعاون الباسكي                                                        | 1         | –      | –                | –              |
| نعم لنافارا                                                            | 1         | –      | –                | –              |
| العدد الإجمالي                                                         | 187       | 147    | 4                | 12             |

عندما سألت وسائل الإعلام الملك خوان كارلوس عن إذا كان سيوقع على قانون زواج المثليين الذي يتم مناقشته في البرلمان، قال بأنه ملك إسبانيا وليس ملك بلجيكا — في إشارة إلي عدم رغبة بودوان الأول في التوقيع علي القانون الذي يجيز الإجهاض في بلجيكا. إذ أنه إذا قام الملك برفض إعطاء الموافقة الملكية، فإن هذا سيؤدي إلى نقض التشريع. ولكن، وفي 1 يوليو أعطي الملك الموافقة الملكية علي قانون 13/2005، وتم نشر القانون في الجريدة الرسمية الإسبانية في 2 يوليو، ودخل حيز التنفيذ في 3 يوليو. وقد تم انتقاد الملك لإعطاءه الموافقة الملكية على القانون من قبل عديد منظمات اليمين المتطرف.

## ردود الفعل

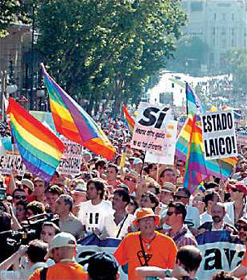
مسيرة فخر للمثليين تحتفل بتشريع زواج المثليين في إسبانيا في عام 2005

قوبل تمرير مشروع القانون بقلق السلطات الدينية الكاثوليكية، بما في ذلك البابا يوحنا بولس الثاني -الذي حذر من إضعاف القيم العائلية- وخليفته البابا بنديكتوس السادس عشر. قال الكاردينال لوبيز تروجيلو، رئيس المجلس البابوي للأسرة، إن الكنيسة كانت تدعو بشكل عاجل إلى حرية الضمير للكاثوليك وتناشدهم مقاومة القانون. وقال إن كل من يعمل في مهنة مرتبطة بتنفيذ زواج المثليين يجب أن تعارضه، حتى لو كان ذلك يعني فقدان وظائفهم. جادل أنصار حقوق المثليين أنه في حين أن الكنيسة الكاثوليكية أيضا تعارض رسميا زواج المغايرين، غير الديني، لم تكن معارضتها مسموعة. على سبيل المثال، لم تعترض الكنيسة على زواج الأمير فيليبي إلى ليتيزيا أورتيز، التي انفصلت عن زواج مدني سابق. لم تتمكن الكنيسة من جمع الدعم الكافي لعرقلة مشروع القانون، على الرغم من أن أكثر من 60% من الإسبان أتباع للكنيسة الكاثوليكي. يعتقد علماء الاجتماع أن هذا قد يرجع إلى الزيادة الكبيرة في الليبرالية في مجال الحقوق الفردية في السنوات الأخيرة، حيث كان للكنيسة تقليديا معظم النفوذ، وخاصة في قضايا الأسرة. أظهر استطلاع للرأي أن 3/4 من الإسبان يعتقدون أن التسلسل الهرمي للكنيسة ليس على صلة بالواقع الاجتماعي. قد يكون التفسير التكميلي هو أن تأثير الكنيسة على الإسبان قد انخفض بعد وفاة الدكتاتور الجنرال فرانثيسكو فرانكو عام 1975، الذي كان نظامه مرتبطًا ارتباطًا وثيقًا بالكنيسة.
ورد رئيس الوزراء ثاباتيرو على نقد الكنيسة بقوله:
وفي 19 يونيو 2005، نظم احتجاج شعبي للاعتراض على القانون. وفي الاحتجاج الذي قاده أعضاء حزب الشعب، قال الأساقفة الإسبان ومنتدي الأسرة الإسبانية (بالإسبانية: Foro Español de la Familia) أنهم جمعوا مايقرب من 1.5 مليون شخصا لمنع الأضرار التي لحقت بالأسرة التقليدية، وفي المقابل قال وفد الحكومة الإسبانية بمدريد أن عدد الأشخاص في هذه التظاهرة كان 166 ألف شخص فقط. وبعد مرور أسبوعين علي هذه التظاعرة، وفي يوم فخر المثليين، قدر أن مليوني شخص قاموا بالانضمام للمسيرة التي نظمتها منظمة «الاتحاد الدولي للمثليات والمثليين والمتحولين جنسيا ومزدوجي التوجه الجنسي» (بالإسبانية: Federación Estatal de Lesbianas, Gays, Transexuales y Bisexuales) من أجل دعم القانون، فيما قالت مصادر الشرطة أن عدد المشاركين كان 97 ألف شخص. وتم تنظيم كلا المسيرتين في مدريد، التي كان يحكمها حزب الشعب المحافظ حينها.
فيما أدعي أساقفة إسبانيا إن إعطاء الحكومة نفس الحقوق الزواج للمغايرين جنسيا والمثليين جنسيا يهدم معني الزواج (والذي طبقا للأساقفة فإن الزواج يجب أن يكون بين المغايرين فقط). وعبر منتدى العائلة الإسبانية عن قلقه حول إمكانية تبني المثليين للأطفال، ودافعوا عن ذلك بأن التبني ليس حق للأباء، ولكنه حق الطفل المُتبني. وردت الجمعيات المدافعة عن حقوق المثليين أن تبني الأطفال من قبل الآباء المثليين موجود في إسبانيا فعليا منذ فترة طويلة. وقد سمح للمثليين بتبني الأطفال في إقليم نافارا (2000)، وإقليم الباسك (2003)، وأراغون (2004) وكاتالونيا (2005) وكانتابريا (2005) قبل تطبيق قانون زواج المثليين. كما أنه، في أستورياس (2002)، أندلوسيا (2002)، وإكستريمادورا (2003)، يسمح للمثليين ببدأ إجراءات لرعاية الأطفال لصفة مؤقتة أو دائمة. وعلاوة علي ذلك جادلت هذه الجمعيات أن الإدعاء بأن توجه الوالدين الجنسي يحدث العديد من الأضرار في تطور الطفل المتبني ليس له أي أساس علمي أو بحثي. وتمت مشاركة هذه الفكرة مع المدرسة الإسبانية لعلم النفس وترى هذه المدرسة أن المثلية الجنسية ليست مرضا باثيولوجي.
في السيرة الذاتية لعام 2008، كشفت الملكة صوفيا من اسبانيا أنها فضلت مصطلح «الاتحاد المدني» على «الزواج» للعلاقات المثلية الملتزمة. هذه وغيرها من التعليقات المزعومة من قبل الملكة جعلت الملكية الإسبانية تتعرض لانتقادات نادرة في عام 2008، مع إصدار قصر زارزويلا اعتذارًا نيابةً عن الملكة عن الاقتباسات «غير الدقيقة» التي نسبت إليها. قال أنطونيو بوفيدا، رئيس «الاتحاد الدولي للمثليات والمثليين والمتحولين جنسيا ومزدوجي التوجه الجنسي»، إن منظمته قبلت اعتذار الملكة، لكنه أضاف أنه لا تزال هناك مشاعر استياء من قبل مجتمع المثليين تجاه الملكة بسبب هذه التعليقات. ذُكر أن الملك خوان كارلوس، المعروف بكونه أكثر ليبرالية بكثير من زوجته، غضب من السيرة الذاتية، حيث ذكر المراسلون أن الملك سيطرد مسؤولي القصر الذين أعطوا زعما الموافقة الملكية الرسمية للكتاب.
وخلال الانتخابات العامة لعام 2011، أعلن زعيم حزب الشعب ورئيس وزراء إسبانيا ماريانو راخوي أنه يفضل أيضًا مصطلح «الاتحاد المدني» على الزواج للأزواج المثلية.
في أواخر عام 2017، بدأ الحزب الاشتراكي بالدعوة إلى إصلاح الدستور الإسباني، والذي، ضمن تغييرات أخرى، سيقوم بتدوين زواج المثليين دستوريًا.
من بين الكنائس المسيحية الصديقة لمجتمع المثليين: كنيسة الجماعة الحضرية، والكنيسة الإنجيلية الإسبانية، والكنيسة الإسبانية البروتستانتية الأسقفية تدعم وتبارك وتعقد زواج المثليين

## التحديات القضائية المعارضة للقانون
في 21 يوليو 2005، رفضت قاضية من مدينة «دينيا» إعطاء شهادة زواج لزوجتين مثليتين من الإناث. وعلاوةً علي ذلك قام نفس القاضي بفتح دعوة قضائية ضد قانون زواج المثليين في المحكمة الدستورية مستندا إلى المادة 32 من الدستور «للرجال والنساء الحق في عقد الزواج من منطلق المساواة في الحقوق القانونية». وفي أغسطس 2005، رفض مجدداً قاض من «غران كناريا» إعطاء شهادة الزواج لثلاثة أزواج من المثليين وقام بفتح دعوة قضائية ضد القانون في المحكمة الدستورية. في ديسمبر 2005، رفضت المحكمة كلتا الدعوتين بسبب عدم وجود سند قانوني من فتح القضاة لهذه الدعوة. في سبتمبر 2005، قام حزب الشعب المعارض بفتح دعوة قضائية جديدة في المحكمة الدستورية مشيراً إلي أن القانون فتح الطريق للانقسام داخل الحزب. نشرت المحكمة الدستورية حكمها في 6 نوفمبر 2012، بعد 7 سنوات من رفع الدعوة القضائية. وحكمت بإبقاء القانون في حكم 8 أصوات لصالح و3 أصوات ضد (8-3).
في 27 فبراير 2007، قدم منتدى الأسرة الإسبانية عريضة تم إمضاؤها من قبل 1.5 مليون شخص تستهدف سن قانون ينص علي أن الزواج هو اتحاد بين الرجل والمرأة فقط (وبذلك حظر زواج المثليين).تم رفض هذه العريضة من قبل الكونغرس الإسباني. في 30 مايو 2007، تم فرض غرامة مالية تقدر ب305 يورو علي قاضي «دينيا» لإنه لم يزوج زوجتين مثليتين وتمت إدانته من قبل اللجنة التأديبية للمجلس العام للسلطة القضائية (بالإسبانية: Comisión Disciplinaria del Consejo General del Poder Judicial) وتم تحذيره بشكل قاطع بعدم تكرار هذا السلوك. أما القاضية فأعربت عن أن ذلك يرتبط بما أسمته «ألية الدعاية الحكومية».

## مشاكل الإقامة
بعد فترة قصيرة من إقرار القانون، ظهرت مشكلات تتعلق بالوضع القانوني للزواج بغير الإسبانيين بسبب عدم إعطاء شهادة الزواج لمواطن هندي يعيش في كاتالونيا ومواطن إسباني وذلك لعدم قانونية زواج المثليين في الهند. ومع ذلك، في 22 يوليو، قام قاض من كاتالونيا بتزويج مواطنة أرجنتينية لمواطنة إسبانية، وكان هذا أول زواج بين امراتين مثليتين في إسبانيا. قام هذا القاضي بالحكم بعلوية حق الزواج على علوية القانون الأرجنتيني الذي لم يسمح بزواج المثليين حينها.
في 21 يوليو، "قام مجلس النيابة العامة" (بالإسبانية: Junta de Fiscales de Sala) _ وهو مكتب تابع لمكتب المدعي العام والذي يقدم نصائح لوزارة العدل – بإرسال رأي قانوني لوزارة العدل عن إمكانية زواج الإسبانين المثليين والمثليات ومزدوجي التوجه الجنسي والمتحولين جنسياً من الأجانب الذين لاتسمح بلادهم بزواج المثليين. وبينما يتوافق هذا الزواج مع القانون الإسباني، فإنه لن يكون ذا أهمية قانونية في القانون الوطني للأجانب. وطبقا للقانون المنشور في الجريدة الرسمية للدولة "طبقاً للقانون الإسباني سيكون الزواج بين مواطن إسباني وأخر أجنبي أو بين إثنين أجنبيين مثليين مقيمين مسموحا به حتي ولو لم يكن مسموح بزواج المثليين في بلادهم، أو لم تعترف بلادهم بهذا الزواج. وطبقاً لتعليمات وزارة العدل (من المديرية العامة للسجلات وكتاب العدل)، يمكن أن تقوم القنصليات الإسبانية الموجودة خارج الدولة بعملية إعداد الأوراق اللازمة من أجل زواج المثليين. ويجب أن يكون أحد الزوجين يحكمل الجنسية الإسبانية ويقيم في حدود القنصلية الإسبانية، ومن جانب أخر من أجل إمكانية إقامة حفل الزواج في القنصلية، يجب أن يكون زواج المثليين مسموحا به في القانون المحلي للدولة. في جميع حالات الزواج الأخرى على الشريكين، الزواج في الأراضي الإسبانية. وفي جميع الحالات الأخري يجب أن يتم الزواج بين الزوجين علي الأراضي الإسبانية. لايمكن أن يتزوج أثنان من الأجانب في إسبانيا في حالة عدم إقامتهما هناك: ومن أجل الزواج يجب أن يكون أحد الزوجين لديه تصريح إقامة في إسبانيا. حتى وإن لم يكن كلاهما إسبانيين.

## الإحصائيات

معدلات زواج المثليين في إسبانيا في عام 2008
0.127–0.06
0.06–0.04
0.04–0.02
0.02–0.013

حسب معهد الإحصاءات الوطني الإسباني، تم عقد 50,565 زواج مثلي إلى حدود نهاية سنة 2017: 1,275 في عام 2005, 4,574 في عام 2006, 3,250 في عام 2007, 3,549 في عام 2008, 3,412 في عام 2009, 3,583 في عام 2010, 3,880 في عام 2011, 3,834 في عام 2012, 3,071 في عام 2013, 3,275 في عام 2014, 3,738 في عام 2015, 4,259 في عام 2016 و4,606 في عام 2017.
| السنة            | حالات زواج بين المثليين الذكور | حالات زواج بين المثليات الإناث | مجموع زواج المثليين | جميع حالات الزواج | % زواج المثليين من مجموع حالات الزواج |
| ---------------- | ------------------------------ | ------------------------------ | ------------------- | ----------------- | ------------------------------------- |
| 2005 (منذ يوليو) | 923                            | 352                            | 1,275               | 120,728           | 1.06                                  |
| 2006             | 3,190                          | 1,384                          | 4,574               | 211,818           | 2.16                                  |
| 2007             | 2,180                          | 1,070                          | 3,250               | 203,697           | 1.60                                  |
| 2008             | 2,299                          | 1,250                          | 3,549               | 196,613           | 1.81                                  |
| 2009             | 2,212                          | 1,200                          | 3,412               | 175,952           | 1.94                                  |
| 2010             | 2,216                          | 1,367                          | 3,583               | 170,815           | 2.10                                  |
| 2011             | 2,293                          | 1,587                          | 3,880               | 163,085           | 2.38                                  |
| 2012             | 2,179                          | 1,655                          | 3,834               | 168,835           | 2.27                                  |
| 2013             | 1,648                          | 1,423                          | 3,071               | 156,446           | 1.96                                  |
| 2014             | 1,679                          | 1,596                          | 3,275               | 162,554           | 2.01                                  |
| 2015             | 1,925                          | 1,813                          | 3,738               | 168,910           | 2.21                                  |
| 2016             | 2,146                          | 2,113                          | 4,259               | 172,243           | 2.47                                  |
| 2017             | 2,316                          | 2,290                          | 4,606               | 171,454           | 2.69                                  |

تم عقد معظم حالات زواج المثليين في عام 2011 في: كاتالونيا مع 886 زواج (3.33% من جميع حالات الزواج في الإقليم لتلك السنة)، مدريد مع 729 زواج (2.91%)، أندلوسيا مع 484 زواج (1.71%)، فالنسيا مع 436 زواج (2.58%)، وجزر الكناري مع 203 زواج (3.60%).
في 2 يوليو 2015، كشف المعهد الوطني للإحصاء الإسباني أن 31,640 من الأزواج المثليين والمثليات قد تزوجوا منذ بداية يوليو 2005 (عندما أصبح زواج المثليين قانونيًا في إسبانيا) حتى يوليو 2014، وهذا يمثل 1.72% من جميع حالات الزواج في إسبانيا في ذلك الوقت. في عام 2015، تم الاحتفال بمعظم حالات زواج المثليين في كاتالونيا (799)، مدريد (726)، أندلوسيا (575)، فالنسيا (471) وجزر الكناري (265).

## حفلات الزواج المهمة
على الرغم من أنه زواج مثلي غير رسمي، ففي عام 1901 تزوجت مارسيلا غراثيا إيبياس وإليزا سانشيز لوريغا بعد أن أعادت أليزا تعميد نفسها كرجل سرا.
منذ تشريعه في عام 2005، تزوج الأزواج المثليونمن مختلف أنحاء المجتمع الإسباني. في غضون السنة الأولى، حصل القانون على موافقة ملكية، وتزوج أحد أهم زعماء الحزب الاشتراكي والعضو في مجلس مدينة مدريد، بيدرو ثيرولو، من خيسوس سانتوس في يناير، وتزوج المذيع التلفزيوني الشهير خيسوس فاسكيزس من روبرتو كورتيس في مارس. في أكتوبر 2005، تزوج القاضي الإسباني الشهير في مكافحة الإرهاب فيرناندو غراندي-مارلاسكا من خطيبه غوركا غوميز. في أغسطس 2006، تزوج بيبي أروخو عضو مجلس مدينة أورينسي وعضو حزب الشعب الإسباني، وهو الحزب الذي عارض في الأصل القانون، من خطيبه نينو كريسبو. في سبتمبر 2006، أصبح ألبيرتو لينيرو مارشينا وألبرتو سانشيز فرنانديز، وكلاهما من جنود الجيش المعينين في قاعدة مورون الجوية بالقرب من إشبيلية، أول عسكريين مثليين في إسبانيا يتزوجان بموجب القانون الجديد. في أغسطس 2008، أصبحت الدونة لويزا إيزابيل ألفاريز دي توليدو، دوقة مدينة سيدونيا الواحدة والعشرين و«عظيمة إسبانيا» ثلاث مرات (والتي تحمل لقب الدوقة الحمراء لنشاطها الاشتراكي)، أعلى النبلاء الإسبانيين الذين يتزوجون في زفاف بحفلة «سرير الموت» من شريكة حياتها ليليانا ماريا داهلمان، الآن أرملة مدينة سيدونيا من حق زوجتها الراحلة. في يونيو 2015، أعلن خافيير ماروتو، وهو رئيس بلدية عاصمة إقليم الباسك فيتوريا-غاستيز، عن خطبته من شريك حياته جوزما رودريغيز. أقيم حفل الزفاف يوم 18 سبتمبر 2015 في قاعة مدينة فيتوريا. ماروتو، هو عضو المجلس الوطني لحزب الشعب المحافظ، وهو معروف بآرائه المخالفة لموقف حزبه الخاص بزواج المثليين في إسبانيا. حضر رئيس الوزراء ماريانو راخوي، الذي طعن في القانون الذي يقر زواج المثليين، عندما كان قائدا للمعارضة، حفلة الزفاف كضيف.

## الرأي العام
أظهر استطلاع للأراء أجراه مركز التحقيقات الاجتماعية (بالإسبانية: Centro de Investigaciones Sociológicas)، نُشر في أبريل 2005، أن 66% من الإسبان يؤيدون تقنين زواج المثليين. في استطلاع آخر أجرته مؤسسة أوبينا قبل يوم واحد من تمرير مشروع القانون، تم دعم قانون زواج المثليين بنسبة 62.1% ودعم تبني المثليين للأطفال بنسبة 49.1٪. أفاد استطلاع للرأي قام به معهد أوبينا أجري تسعة أشهر بعد أن تمرير مشروع القانون أن 61% وافقوا على قرار الحكومة.
في 25 يوليو 2007، نشرت مؤسسة «بي بي في أي» تقريرها عن الواقع الاجتماعي للشعب الإسباني، والتي ذكرت أن 60% من سكان إسبانيا يؤيدون زواج المثليين. حدث هذا الدعم بشكل رئيسي بين السكان الأصغر سنا، بين 15 و 34 سنة (75%)، والأشخاص ذوي التعليم العالي (71%)، والأشخاص غير المرتبطين بأي دين (75.5%)، أولئك الذين عبروا عن حملهم لمواقف سياسية من اليسار واليسار الوسط (71.9%). ومع ذلك، فإن 44% فقط من السكان فضلوا حق التبني من قبل الأزواج المثلية، في مقابل معارضة 42%.
وجد استطلاع أجرته مؤسسة إيبسوس في مايو 2013 أن 76% من المستجيبين يؤيدون زواج المثليين و 13% يؤيدون أشكال أخرى من الاعتراف بالأزواج المثلية.
ووفقًا لاستطلاع أجرته إيفوب، الذي أجري في مايو 2013، فإن 71% من الإسبان يؤيدون السماح للأزواج المثلية بالزواج وبتبني الأطفال.
وجد إستطلاع يوروباروميتر عام 2015 أن 84% من الإسبان يعتقدون أنه يجب السماح بزواج المثليين في جميع أنحاء أوروبا، بينما عارض ذلك 10% منهم فقط.
أظهر استطلاع أجراه مركز بيو للأبحاث خلال الفترة الممتدة ما بين أبريل وأغسطس من عام 2017 ونُشِرَ في مايو 2018، أن 77% من الإسبان يؤيدون زواج المثليين، ونسبة 13% يعارضونه و 10% لا يعرفون أو يرفضون الإجابة. وعند تقسيم ممن شملهم الاستطلاع تبعاً للدين؛ فإن نسب تأيد حق زواج المثليين توزعت بنسبة 90% من الأشخاص الغير مرتبطين بأي دين، و 79% من المسيحيين الغير ممارسين للشعائر الدينية و 59% من المسيحيين المرتادين للكنائس. كانت نسبة معارضة زواج المثليين 5% فقط من قبل من هم في الفئة العمرية مابين 18-34.